# Shibata Ryutaro
Ryutaro Shibata (sinh ngày 25 tháng 11 năm 1992) là một cầu thủ bóng đá người Nhật Bản.

## Sự nghiệp câu lạc bộ
Ryutaro Shibata đã từng chơi cho Matsumoto Yamaga FC.